# ريا مي طالب
ريا مي إبراهيم طالب (من مواليد 20 مارس 2001) هي لاعبة كرة قدم لبنانية سابقة لعبت كلاعبة خط وسط.

## مهنة النادي
انضمت إلى نادي الصفاء في عام 2019؛ وسجلت هدفًا واحدًا وقدمت تمريرة حاسمة واحدة في 11 مباراة في موسم 2019-20.

## الإنجازات
الصفاء
- بطولة اتحاد غرب آسيا للأندية للسيدات: 2022
- الدوري اللبناني لكرة القدم للسيدات: 2020–21

لبنان
- بطولة اتحاد غرب آسيا للسيدات المركز الثالث: 2019

## روابط خارجية
- ريا مي طالب على موقع أف آي لبنان (FA Lebanon)
- ريا مي طالب على الأرشيف الرياضي العالمي

- اللاعب ريا مي طالب على موقع كووورة.